# (7483) Sekitakakazu
(7483) Sekitakakazu est un astéroïde de la ceinture principale.

## Description
(7483) Sekitakakazu est un astéroïde de la ceinture principale. Il fut découvert le 1er novembre 1994 à Kitami par Kin Endate et Kazuro Watanabe. Il fut nommé en honneur de Seki Takakazu, mathématicien japonais. Il présente une orbite caractérisée par un demi-grand axe de 3,19 UA, une excentricité de 0,07 et une inclinaison de 3,9° par rapport à l'écliptique.

## Compléments